# Down Under Classic 2010
La Down Under Classic 2010, denominata Cancer Council Helpline Classic, quinta edizione della corsa ed apertura ufficiale del Tour Down Under 2010, si svolse il 17 gennaio 2010, per un percorso totale di 51 km nel Rymill Park di Adelaide, Australia. Fu vinta dal neozelandese Greg Henderson, del neonato Team Sky, che ha concluso in 1h04'33".

## Resoconto degli eventi
Dopo circa due terzi di gara, un ristretto gruppo di uomini si è staccato dalla testa della corsa, promuovendo una piccola fuga: lanciata da Lance Armstrong ed Óscar Pereiro, questi sono stati raggiunti da Mathieu Perget (Caisse d'Epargne), Mikaël Cherel (Française des Jeux) e Peter Sagan (Liquigas). Rimasti in avanscoperta fino a pochi giri dal termine, sono poi state le squadre dei velocisti a guidare la corsa nella parte finale. In particolare, il neo-nato Team Sky alla prima gara ufficiale, ha portato con successo Greg Henderson fin sul traguardo, conquistando la prima vittoria stagionale ed assoluta per il team. Chris Sutton, altro elemento della squadra britannica, ha terminato al secondo posto. Dei 133 ciclisti iscritti al Tour Down Under, 131 sono partiti ed hanno concluso questa gara di apertura. Solo Martin Pedersen (Footon-Servetto) ed Andreas Stauff (Quick Step) non vi hanno preso parte.

## Ordine d'arrivo (Top 10)
| Pos. | Corridore          | Squadra      | Tempo    |
| ---- | ------------------ | ------------ | -------- |
| 1    | Greg Henderson     | Sky          | 1h04'33" |
| 2    | Chris Sutton       | Sky          | s.t.     |
| 3    | André Greipel      | HTC          | s.t.     |
| 4    | Robbie McEwen      | Katusha      | s.t.     |
| 5    | Baden Cooke        | Saxo Bank    | s.t.     |
| 6    | Graeme Brown       | Rabobank     | s.t.     |
| 7    | Allan Davis        | Astana       | s.t.     |
| 8    | José Joaquín Rojas | C. d'Epargne | s.t.     |
| 9    | Anthony Ravard     | AG2R         | s.t.     |
| 10   | Manuel Cardoso     | Footon       | s.t.     |